# Polystachya uluguruensis
Polystachya uluguruensis är en orkidéart som beskrevs av Phillip James Cribb och Podz. Polystachya uluguruensis ingår i släktet Polystachya och familjen orkidéer.
Artens utbredningsområde är Tanzania. Inga underarter finns listade i Catalogue of Life.